# Mycetophila brevifurcata
Mycetophila brevifurcata är en tvåvingeart som beskrevs av Freeman 1951. Mycetophila brevifurcata ingår i släktet Mycetophila och familjen svampmyggor. Inga underarter finns listade i Catalogue of Life.